# Amnesia (Roxen)
Amnesia è un singolo della cantante rumena Roxen, pubblicato il 4 marzo 2021 su etichetta discografica Warner Music Poland.
Il brano è stato selezionato per rappresentare la Romania all'Eurovision Song Contest 2021.

## Descrizione
Roxen era stata inizialmente selezionata per rappresentare il suo paese all'Eurovision Song Contest 2020 con la canzone Alcohol You, prima della cancellazione dell'evento. A marzo 2020 l'emittente radiotelevisiva rumena TVR l'ha riselezionata internamente per l'edizione eurovisiva successiva. Amnesia, scritto da Adelina Stîngă e Victor Bourosu (in arte Viky Red) e prodotto da quest'ultimo, è stato selezionato fra sei proposte da una giuria interna come brano rumeno per l'Eurovision Song Contest 2021 ed è stato confermato il 4 marzo 2021, in concomitanza con la sua pubblicazione sulle piattaforme digitali.
Nel maggio successivo, Roxen si è esibita nella prima semifinale eurovisiva, piazzandosi al 12º posto su 16 partecipanti con 85 punti totalizzati e non qualificandosi per la finale.

## Tracce
Testi e musiche di Adelina Stîngă e Victor Bourosu.
1. Amnesia – 2:54

## Classifiche
| Classifica (2021) | Posizione massima |
| ----------------- | ----------------- |
| Lituania          | 51                |